# Commission pour la vérité sur la dette publique grecque
 (avril 2025).
- Si vous ne connaissez pas le sujet, laissez ce bandeau (vous pouvez alors contacter les auteurs).
- Si vous supprimez le contenu mis en cause (vous pouvez préalablement contacter les auteurs),

argumentez précisément cette suppression dans la page de discussion
(un manque de référence n'est pas un argument ; une recherche réelle de référence doit avoir été effectuée, être formellement documentée).
À la suite des élections générales de janvier 2015 en Grèce qui ont abouti à la victoire de Syriza, la présidente du parlement grec, Zoé Konstantopoúlou, a créé en avril 2015 une commission spéciale du parlement, nommée commission pour la vérité sur la dette publique grecque. 
Elle avait pour mandat de mener des investigations sur l’origine et l’augmentation de la dette publique, la façon dont cette dette a été contractée et les raisons qui y ont amené, enfin sur l’impact qu’ont eu sur l’économie et la population les conditionnalités attachées à ces contrats à l'origine de la crise de la dette publique grecque. La Commission pour la vérité a pour mission d’amener à une prise de conscience sur les questions relatives à la dette grecque, tant sur le plan interne qu’au niveau international, de formuler des arguments et de proposer des scénarios relatifs à l’annulation de la dette.
Le rapport rendu par cette commission en juin 2015 démontre que la Grèce n’est ni capable, ni obligée de rembourser sa dette telle qu'elle a été accumulée à partir de 2010, puisque la dette détenue par la Troïka (85 % du total de la dette publique grecque à l’été 2015) est une dette non seulement insoutenable, mais aussi odieuse, illégale et illégitime. En effet, l’augmentation de la dette depuis 2010 est liée à l’adoption d’accords de prêt de la Troïka à la Grèce qui sont accompagnés de conditionnalités dont l'impact socio-économique est dramatique : grave accroissement de la pauvreté à la suite des chutes des rémunérations dans les secteurs privé et public, fermeture de 230 000 PME, fermeture d’hôpitaux, perte de 600 000 emplois, augmentation de la TVA, du nombre de suicides, etc.
Ce rapport n’a pas été utilisé par le Premier ministre grec Alexis Tsipras, qui s’est plié aux exigences de l’Eurogroupe (qui négocie au nom de la Troïka) et a accepté un nouveau plan d’austérité (Memorandum of Understanding, ou mémorandum d'entente), le troisième depuis mai 2010, en échange de prêts à hauteur de 86 milliards d’euros afin que la Grèce continue à effectuer les paiements de sa dette. Ce plan d’austérité comprend des mesures similaires à celles des deux accords précédents, aggravant la crise sociale et humanitaire dans le pays.
À la suite des élections de septembre 2015, à l'issue desquels les députés frondeurs de SYRIZA opposés au troisième mémorandum (et qui s’étaient regroupés notamment au sein de la nouvelle formation politique Unité populaire) ont été battus, le nouveau président du Parlement grec dissout la commission pour la vérité sur la dette publique. Celle-ci a néanmoins repris ses travaux sous la forme juridique d’une association sans but lucratif selon la loi grecque.

## Description

### Création
Le 4 avril 2015, la présidente du Parlement hellénique, Zoé Konstantopoúlou, constitue la commission pour la vérité sur la dette publique grecque. Lors de la séance inaugurale, le Premier ministre Alexis Tsipras et le président de la République Prokopis Pavlopoulos apportent leur soutien aux travaux entrepris par la commission.

### Membres
Cette commission est composée d’une trentaine d'experts en économie, en statistiques, en droit, en audit de la dette, comme le politologue belge Éric Toussaint (qui avait déjà fait partie de la Commission d'audit en Équateur en 2007-2008), Michel Husson (économiste français), l’eurodéputée grecque Sofia Sakorafa, l’auditrice Maria Lucia Fattorelli (membre de la Commission d'audit citoyen au Brésil), Cephas Lumina (en) (ancien rapporteur indépendant du Conseil des droits de l’homme des Nations unies, spécialiste de l’impact des dettes et d’autres obligations économiques internationales des États sur les droits de l’homme), Diego Borja (en) (membre de l'Assemblée constituante équatorienne, ex ministre de l’Économie de l’Équateur de 2005 à 2006, ex-président de la Banque centrale de l’Équateur de 2010 à 2012).
Éric Toussaint, fondateur du Comité pour l'annulation de la dette du tiers monde (renommé ensuite Comité pour l'abolition des dettes illégitimes) est le coordinateur scientifique de la commission.
La moitié de cette commission est composée de personnes originaires de Grèce, l'autre moitié étant constituée de personnalités étrangères de dix nationalités différentes.

### Travaux
Les membres de la commission se sont réunis d’avril à juin 2015 en séances publiques et en séances à huis clos afin de produire un rapport préliminaire. Une initiative qui est conforme au point 9 de l’article 7 du règlement no 427 de l’Union européenne affirmant : « un État membre faisant l’objet d’un programme d’ajustement macroéconomique réalise un audit complet de ses finances publiques afin, notamment, d’évaluer les raisons qui ont entraîné l’accumulation de niveaux d’endettement excessifs ainsi que de déceler toute éventuelle irrégularité ».
Dans son rapport dit « préliminaire » rendu public les 17 et 18 juin 2015, la commission expose les résultats des investigations menées sur l’origine et l’augmentation de la dette publique grecque à partir des années 1980, sur la façon dont elle a été contractée, les violations juridiques, les enjeux liés à la dette publique et l’impact que cela a eu sur l’économie grecque et sa population par le biais des conditionnalités attachées à ces contrats. Le rapport analyse notamment les deux premiers memoranda (MoU – Memorandum of Understanding – Protocoles d’accord), plus communément appelés « plans de sauvetage ».
La commission reprend ses travaux le 23 septembre 2015 pour analyser l'impact du troisième mémorandum.

## Rapport préliminaire

### Causes de l'endettement public avant 2010
Les deux premiers chapitres du rapport mettent en lumière les causes de l'augmentation de la dette grecque avant 2010.
À l'époque, la Grèce faisait déjà partie des pays les plus endettés de la zone euro. Cela est dû à différentes raisons :
- les taux d’intérêt très élevés de la dette de la période 1980-1993 et le subséquent effet de boule de neige de la dette, qui constitue le principal facteur de l’augmentation de la dette (65,6 % de l’augmentation de la dette de 1980 à 2007)[4] ;
- les dépenses militaires excessives, d’ailleurs le seul domaine du budget primaire qui dépasse, au prorata du PIB, les dépenses militaires des autres États membres de la zone euro (en Grèce, elles ont contribué pour 40 milliards d’euros à la dette générée entre 1995 et 2009)[5],[6] ;
- le faible rendement de l’impôt sur le revenu et l’insuffisance des contributions réelles des employeurs à la sécurité sociale ont sévèrement affaibli les recettes publiques de la Grèce. Cela résulte de la fraude qui n’a profité qu’à une minorité de privilégiés, facilitée par la corruption et l’inefficacité des procédures de collecte, la complaisance des sanctions, qui restent limitées pour les fraudeurs, et la faiblesse des procédures de recouvrement[7] : le montant des impôts et contributions impayés était estimé à 29,4 milliards d’euros fin 2009[8]. La dette contractée pour compenser cette insuffisance de la collecte de l’impôt sur le revenu représente 88 milliards d’euros sur la période 1995-2009 (si l'on se base sur la différence entre les ressources effectives et celles qui auraient résulté de taux de collecte équivalents à la moyenne de l’eurozone)[9]. Cette partie de la dette a principalement profité à une minorité de la population, puisque la majorité des contribuables – 77,5 % en 2009[7] -, qui vivent de salaires et de pensions de retraite, sont dans l’ensemble de bons payeurs. Une autre raison de cette insuffisance est une législation fiscale elle-même injuste, qui permet à quelques groupes privilégiés de recourir légalement à l’évasion fiscale. Le manque à gagner dû à l’insuffisance des cotisations sociales payées par les employeurs (et non des travailleurs) représente 75 milliards d’euros sur la période 1995-2009. Les réductions de l’imposition sur les sociétés ont également contribué au déficit de recettes, le taux d’imposition ayant progressivement été ramené de 40 % à 25 % sur la période. En conséquence, alors que l’impôt sur les sociétés représentait 4,1 % du PIB en 2000 (3 % dans la zone euro à 18), en 2005 il passait en dessous de la moyenne de la zone euro à 18, pour atteindre 2,5 %, puis 1,1 % en 2012 ;
- les sorties illicites de capitaux aggravent ce manque de recettes publiques. Le site internet LuxLeaks[10] fournit des informations sur neuf sociétés grecques qui ont bénéficié d’accords fiscaux luxembourgeois. Il s'agit de Babcock & Brown, BAWAG, Blue House, Coca-Cola HBC, Damma Holdings, Eurobank, Macquarie Group, Olayan Investments Company Establishment et Weather Investments. Les sorties illicites de capitaux sont un moyen encore plus radical d’éviter l’impôt. Pour estimer leurs montants annuels, la Commission pour la vérité sur la dette publique a utilisé les données de Global Financial Integrity[11], une ONG qui évalue ces flux en calculant la différence entre les flux sortants d’un pays et les flux reçus de ce pays par le reste du monde. Comme cette méthode n’identifie que la partie la plus visible des flux financiers sortants, ses résultats doivent être considérés comme une approximation basse (plusieurs études estiment entre 25 et 30 % la part de l'économie informelle dans l'économie grecque[12],[13],[14]). Les données disponibles pour la Grèce montrent des sorties cumulées de 200 milliards d’euros entre 2003 et 2009. En évaluant l’impact de ces sorties illicites sur la base d’un taux d’imposition modéré de 15 % (la moitié du taux effectif), il en résulte une perte de recettes pour l’État de 30 milliards d’euros. Ainsi, avec une législation prévenant efficacement ces sorties et une taxation juste, la dette publique grecque aurait été, en prenant en compte les intérêts correspondants, inférieure de 40 milliards d’euros en 2009.

### Surendettement privé et crise de solvabilité bancaire
Après l’entrée de la Grèce dans la zone euro en 2001, alors que l’inflation était plus élevée en Grèce que dans la zone euro, les emprunteurs grecs publics et privés ont pu offrir des taux d’intérêt nominaux attractifs aux prêteurs internationaux, entraînant ainsi un flux de capitaux étrangers dans les secteurs public et privé. D’importantes banques européennes, principalement allemandes et françaises, ont participé activement à l’énorme augmentation des dettes privées en Grèce, y compris par la prise de participation directe dans des banques grecques, comme dans le cas de Geniki (Société générale) et Emporiki (Crédit agricole). Les risques de formation d’une bulle au vu de cette exposition excessive n’ont pas été correctement soupesés. Il en a résulté des taux de croissance du PIB supérieurs à ceux du reste de l’eurozone. Pendant cette période, le ratio dette publique/PIB est resté relativement stable alors que le ratio dette privée/PIB a augmenté plutôt rapidement, passant de 74,1 % en 2001 à 121,9 % en 2009. En 2009, avec l’entrée de l’économie grecque en récession, les banques privées grecques et étrangères ont fait face à des risques croissants sur des prêts privés non performants. Les banques étrangères (essentiellement de l’UE) étaient les plus exposées en Grèce (140 milliards d’euros), tant dans le secteur public (45 %), que dans les banques (16 %) et le secteur privé non financier (39 %).
En 2009 la crise bancaire grecque éclate car le secteur privé très endetté n’arrive plus à rembourser ses emprunts. Les défauts de paiement s’étendent. Le gouvernement de Georges Papandreou élu en octobre 2009 veut venir en aide aux banques grecques sans les obliger à assumer les risques qu’elles ont pris. Les gouvernements français, allemand ainsi que la direction de la BCE et du FMI veulent éviter d’imposer des pertes aux banques françaises, allemandes et hollandaises qui sont celles qui ont le plus prêté tant au secteur privé qu’au secteur public. Afin de justifier une intervention publique de sauvetage des banques, Papandréou, avec la complicité des autorités européennes, dramatise la situation : il falsifie les données relatives au déficit public afin de donner l’impression que la situation est intenable[non neutre]. De même, il falsifie les statistiques concernant le montant réel de la dette publique en la gonflant de 28 milliards d’euros. De son côté, le déficit est augmenté de 6 à 8 points de PIB pour 2009 (voir le paragraphe ci-dessous sur la falsification de la dette et du déficit public).[réf. nécessaire]

### Falsification du déficit public et de la dette publique
Après les élections législatives du 4 octobre 2009, le nouveau gouvernement de Georges Papandréou procéda en toute illégalité à une révision des statistiques afin de gonfler le déficit et le montant de la dette pour la période antérieure au mémorandum de 2010.

#### Dettes hospitalières
Le niveau du déficit pour 2009 subit plusieurs révisions à la hausse, de 11,9 % du PIB en première estimation à 15,8 % dans la dernière.
L’un des plus choquants exemples de falsification est celui des dettes du système public de santé.
En Grèce, comme dans les autres pays de l’UE, les hôpitaux publics sont approvisionnés en médicaments et en matériels par des fournisseurs qui sont payés après la livraison en raison des procédures de validation imposées par la Cour des comptes. Or, en septembre 2009, un volume important de dépenses non validées concernant les années 2005-2008 s’était accumulé, et leur montant n’avait pas encore été arrêté. Le 2 octobre 2009, dans le cadre des procédures d’Eurostat, le Service statistique national grec (NSSG), rebaptisé ELSTAT en mars 2010, notifia à Eurostat les chiffres du déficit et du montant de la dette en cours. Ces chiffres incluaient les dettes des hôpitaux en attente de règlement, estimées à titre provisoire à 2,3 milliards d’euros selon les méthodes de calcul en vigueur au NSSG. Le 21 octobre, il notifia une augmentation de ces dettes de 2,5 Mds, portant le total des dettes en attente de règlement à 4,8 milliards d’euros. Les autorités européennes contestèrent d’abord cette révision, établie selon des procédés suspects :[réf. nécessaire]
« Dans la note du 21 octobre, un montant de 2,5 milliards d’euros a été ajouté au déficit de 2008 qui s’élevait à 2,3 milliards d’euros. Selon les autorités grecques, cela fut fait sur instruction directe du ministère des Finances en dépit du fait que le montant des engagements hospitaliers n’était pas connu, et que rien ne justifiait de l’imputer au seul exercice 2008 plutôt qu’à des exercices antérieurs, alors que le NSSG avait exprimé son désaccord sur la question à la Cour des comptes et au ministère des Finances. On peut considérer ici que le Contrôle général a commis une faute ».
Cependant, en avril 2010, sur la base du Rapport technique sur les engagements des hôpitaux du gouvernement grec du 3 février 2010, non seulement Eurostat valida le supplément de 2,5 milliards d’euros, mais il y ajouta un montant supplémentaire de 1,8 milliard. Ainsi, le montant initial de 2,3 milliards d’euros, notifié par la note du 2 octobre 2009, fut porté à 6,6 milliards, alors que la Cour des comptes n’avait validé que 1,2 milliard sur ce total. Les 5,4 milliards d’engagements hospitaliers restant non validés vinrent ainsi accroître le déficit de 2009 et des années précédentes.
Ces pratiques statistiques en matière d’engagement de dettes hospitalières contreviennent purement et simplement à la réglementation européenne (voir ESA95 par. 3.06, EC no 2516/2 000 article 2, Règlement no 995/2001) et au Code de bonnes pratiques de la statistique européenne, tout particulièrement en ce qui concerne le principe d’indépendance professionnelle, l’objectivité et la fiabilité statistique.
Soulignons qu’un mois et demi après cette manipulation du déficit public, le ministère des Finances demanda aux fournisseurs un rabais de 30 % pour la période 2005-2008. Ainsi, une bonne partie des dépenses hospitalières n’ont pas été payées aux fournisseurs de produits pharmaceutiques alors que ce rabais n’a été pris en compte dans aucune statistique officielle.

#### Entreprises publiques
Un des nombreux cas de falsification concerne 17 entreprises publiques (DEKO). En 2010, ELSTAT et Eurostat décidèrent le transfert des dettes de 17 entreprises du secteur des entreprises non financières vers le budget de l’État, ce qui augmenta la dette publique de 18,2 milliards d’euros en 2009. Ces entités avaient été considérées comme des entreprises non financières, après qu’Eurostat eut approuvé leur classement dans ce secteur. Il convient de souligner que les règles de l’ESA95 en matière de classement n’ont pas changé entre 2000 et 2010.[réf. nécessaire]
Ce reclassement a été effectué sans études préalables ; il a de plus été réalisé en pleine nuit, une fois les membres de la direction d’ELSTAT partis. Le président d’ELSTAT Andréas Georgiou a pu alors procéder à ces modifications sans être confronté aux questions des membres de l’équipe de direction. Ainsi, le rôle des experts nationaux fut complètement ignoré, ce qui est en totale contradiction avec la réglementation ESA95. Par conséquent, l’adoption par l’institution du critère pour rattacher une entité économique au budget de l’État constituait une violation de la réglementation.

#### Swaps de Goldman Sachs
Une autre cause de l’augmentation injustifiée de la dette publique grecque en 2009 réside dans le traitement statistique des swaps passés avec Goldman Sachs. Le directeur à la tête d’ELSTAT a, à lui tout seul, décidé de gonfler la dette publique de 21 milliards d’euros. Ce montant a été réparti sur quatre exercices, entre 2006 et 2009. Mais il s’agissait d’une augmentation rétrospective de la dette publique réalisée en violation des règlements du Conseil européen.
Il est estimé que ces ajustements, infondés sur le plan technique, ont entraîné une augmentation du déficit public représentant 6 à 8 points de PIB pour 2009 de sorte que la dette publique s’est accrue de 28 milliards d’euros.
La Commission pour la vérité sur la dette publique grecque considère que la falsification des données statistiques est étroitement liée à la dramatisation autour de la dette publique et de la situation budgétaire. Tout cela fut organisé dans l’unique but de convaincre l’opinion publique en Grèce et en Europe d’accepter le plan de « sauvetage » de l’économie grecque de 2010 avec toutes ses conditionnalités catastrophiques pour la population grecque. Les parlements des pays européens ont voté un « sauvetage » de la Grèce sur la base de données truquées. La gravité de la crise bancaire a été sous-estimée du fait d’une exagération des problèmes économiques du secteur public.

## Évaluation de l'impact des memoranda

### Mesures d'ajustement macroéconomique mises en œuvre depuis 2010
Les memoranda en réalité n'ont profité qu'au secteur financier privé.
Le premier memorandum (mai 2010, 110 milliards d'euros) a permis aux banques étrangères de se dégager progressivement du secteur du crédit privé grec et de revendre les titres publics grecs. Les banques grecques ont été recapitalisées avec de l’argent public provenant du mémorandum et ont revendu également une grande partie des titres grecs qu’elles détenaient. Le deuxième memorandum octroie des prêts pour un montant de 130 milliards d'euros et permet aux banques privées de restructurer les titres de la dette grecque et aux banques du pays d’être recapitalisées. 

### Caractérisation de la dette détenue par la Troïka
Selon les résultats du rapport préliminaire d'audit mené par la Commission et rendu public les 17 et 18 juin 2015 , la Grèce n’est ni capable, ni obligée de rembourser sa dette telle qu'elle a été accumulée à partir de 2010, puisque la dette détenue par la Troïka (85 % du total de la dette publique grecque à l’été 2015) est une dette non seulement insoutenable, mais aussi odieuse, illégale et illégitime selon les définitions élaborées par les experts de la Commission ainsi que la doctrine internationale développée à partir du concept de dette odieuse. Selon la commission, cette dette peut dès lors être répudiée.

#### Dette insoutenable
La Commission pour la vérité sur la dette publique grecque définit la dette insoutenable comme la dette qui ne peut être honorée sans attenter gravement à la capacité de l’État débiteur à assurer ses obligations en matière de droits humains fondamentaux, comme ceux relevant du domaine de l’éducation, de l’eau, des soins de santé, de la fourniture de logements décents, ou à investir dans les infrastructures publiques et les programmes nécessaires au développement économique et social, ou encore, comme la dette dont le remboursement entraînera des conséquences préjudiciables pour la population de l’État débiteur (ce qui inclut une détérioration de ses conditions de vie).
Parmi les arguments de la commission permettant de qualifier la dette détenue par la Troïka de dette odieuse, nous pouvons citer les suivants. Les politiques d’ajustement ont eu un impact négatif sur le PIB, les investissements, la productivité du travail et du capital ainsi que sur l’emploi. Un développement économique écologiquement et socialement soutenable exige, entre autres, une augmentation substantielle des dépenses publiques (y compris des investissements publics), ce qui est incompatible avec les politiques d’austérité mises en œuvre actuellement en Grèce. Ces dernières ont provoqué une forte contraction de l’économie : le PIB a chuté de 22 % entre 2009 et 2014. Après l'application des memoranda censés sortir le pays de la crise de la dette, on observe une augmentation considérable de celle-ci. Alors que la dette publique grecque atteignait 103 % du PIB en 2007, ce ratio a explosé entre 2010 et 2015, passant de 129,7 % à près de 180 %.

#### Dette odieuse
La Commission pour la vérité sur la dette publique grecque définit la dette odieuse comme la dette qui a été contractée en violation des principes démocratiques (ce qui comprend l’assentiment, la participation, la transparence et la responsabilité) et a été employée contre les intérêts de la population de l’État débiteur, ou comme la dette qui a pour conséquence de dénier les droits civils, politiques, économiques, sociaux et culturels de la population si le créancier sait ou est en mesure de savoir ce qui précède.
Le FMI était conscient des risques que portaient les plans de sauvetage avant la mise en œuvre du premier mémorandum. En mars 2010, l’institution avait déjà jugé que le programme d’ajustement macroéconomique entraînerait « une sévère contraction de la demande et une profonde récession en conséquence, mettant à rude épreuve le tissu social ». Comme le montrent noir sur blanc les interventions de plusieurs directeurs exécutifs dans un autre document interne du FMI de mai 2010 (ces directeurs exécutifs indiquent entre autres que « la situation de la Grèce pourrait être pire après la mise en œuvre de ce programme » et que la tentative de réduction budgétaire est « un gigantesque fardeau que l’économie pourra difficilement supporter »), l’institution était consciente que les plans de « sauvetage » allaient augmenter la dette, détruire l’économie du pays et provoquer une crise humanitaire.

#### Dette illégale
La Commission pour la vérité sur la dette publique grecque définit la dette illégale comme la dette pour laquelle les procédures légales en vigueur (incluant celles qui concernent l’autorité pour ratifier les prêts ou approuver les prêts ou les garanties par l’organisme ou les organismes représentatifs du gouvernement de l’État débiteur) n’ont pas été respectées, ou la dette qui implique une faute grave de la part du créancier (par exemple, recours à la corruption, à la menace ou à l’abus d’influence) ; il peut s’agir également d’une dette contractée en violation du droit national ou international ou qui contient des conditions contraires au droit international ou à l’intérêt général. La signature et l’application des memoranda ont violé plusieurs conventions et traités internationaux, ainsi que le mandat dont se dote le FMI. La commission mentionne entre autres les fautes suivantes.
La BCE a outrepassé son mandat. Elle a en effet établi des conditionnalités à ses rachats de titres au comportement des États membres concernés, en particulier l’application rigoureuse de mesures budgétaires, ce qui est illégal au regard de sa propre exigence d’« indépendance », énoncée dans l’article 130 du Traité sur le fonctionnement de l'Union européenne (TFUE). Elle a exercé une pression illégale sur le gouvernement grec lorsque, par exemple, elle a annoncé début février 2015 qu’elle cessait d’accepter les obligations de la dette grecque en garantie. La BCE a ainsi aggravé la crise bancaire et augmenté l’instabilité financière de la zone euro, ce qui est tout à fait contradictoire avec son mandat[non neutre].
Le FMI en imposant des conditionnalités qui ont entraîné une forte augmentation du chômage et la chute du PIB de la Grèce a violé de façon manifeste l’article 1 de ses statuts. Cet article 1 stipule que fonds a parmi ses objectifs de « contribuer à l’instauration et au maintien de niveaux élevés d’emploi et de revenu réel et au développement des ressources productives de tous les États membres, objectifs premiers de la politique économique ».
Le rapport indique que les réductions salariales successives et les hausses d’impôt ont entraîné des licenciements massifs, dégradé les conditions de travail, accru l’insécurité de l’emploi et répandu la précarité sous forme d’emplois hyperflexibles et sous-payés où prédominent femmes et jeunes. Entre 2008 et 2013, le chômage a explosé de 7,3 % à 27,9 % (atteignant 64,9 % chez les jeunes). L’emploi dans le secteur public est passé de 942 625 à 675 530 postes entre 2009 et 2013 avec des baisses de salaire supérieures à 25 %. De manière plus générale, une véritable crise humanitaire s'est déclenchée depuis l'application des memoranda à cause des conditionnalités qui les accompagnaient, empêchant tout développement des ressources productives en Grèce.
La négociation et la signature des conventions de prêt ont eu lieu en l’absence totale de transparence et en violation de la procédure prévue par la Constitution grecque. En effet, d’après l’article 36, paragraphe 2, de la Constitution grecque, les accords internationaux doivent être ratifiés par une loi d’exécution votée par le Parlement en séance plénière. Ils auraient donc dû être votés par une majorité de trois cinquièmes des députés, comme le précise l’article 28, paragraphe 2, et comme le rappellent avec insistance plusieurs membres du Conseil d’État (voir décision 668/2012, § 29). Pourtant, la convention de prêt du 8 mai 2010 n’a même pas été communiquée aux parlementaires, pas plus qu’elle n’a fait l’objet d’un débat public. De même, les mesures d’austérité ont été adoptées sans aucun débat au Parlement. L’article 1, paragraphe 4, de la loi no 3845/2010 octroyait au ministre des Finances toute autorité pour négocier et signer toutes les conventions de prêt et de financement concernant la Grèce , y compris les traités, les contrats et les protocoles d’accord. Néanmoins, ces conventions devaient être ratifiées par le Parlement, ce qui ne s’est jamais produit. Cinq jours après l’adoption de cette loi, l’article 1er, paragraphe 9, de la loi no 3847/2010 modifiait l’article 1er, paragraphe 4, de la loi no 3845 en précisant que le terme « ratification » [par le Parlement] est remplacé par « débat et information ». Ainsi les articles 28 et 36 de la Constitution ont été abolis de fait par un simple amendement législatif.
En imposant à la Grèce des mesures qui ont eu pour conséquences d’affecter très gravement le droit au travail, le droit à la santé, le droit à l’éducation, le droit à la sécurité sociale, le droit au logement, le droit à l’autodétermination, le droit à la justice, la liberté d’expression et d’association, la protection contre les discriminations, et d’augmenter la pauvreté et l’exclusion sociale, les memoranda ont violé plusieurs traités internationaux. Ces violations engagent la responsabilité juridique de la Grèce, mais aussi celle de ses créanciers dès lors qu’elles découlent des conditionnalités associées aux prêts. Les conditions imposées à la Grèce et le non-respect de droits socio-économiques qui en découle constituent une violation des obligations en matière de droits humains de la part de tous les États membres de la zone euro (prêteurs) signataires du Pacte international relatif aux droits économiques, sociaux et culturels et de la Convention internationale des droits de l’enfant, et vont à l’encontre de leurs obligations au titre de la Charte des Nations unies. 
Tous les États membres de la zone euro (prêteurs) doivent également empêcher tout acteur non étatique sur lequel ils ont une influence quelconque de mettre en péril la jouissance de ces droits. Ceci vaut notamment pour les États membres de la zone euro comme créanciers au sein du Fonds européen de stabilité financière (FESF). De plus, les institutions établies par les traités de l’Union comme la Commission européenne et la Banque centrale européenne sont tenues de respecter la Charte des droits fondamentaux, ce qui n’a pas été le cas comme le montrent les nombreuses violations énumérées ci-dessus. De même, le Traité de l’Union européenne (TUE) et le Traité sur le fonctionnement de l’Union européenne (TFUE) n’ont pas été respectés. Selon l’article 2 du TUE, « l’Union est fondée sur les valeurs de respect de la dignité humaine, de liberté, de démocratie, d’égalité, de l’État de droit, ainsi que de respect des droits de l’homme, y compris des droits des personnes appartenant à des minorités. Ces valeurs sont communes aux États membres dans une société caractérisée par le pluralisme, la non-discrimination, la tolérance, la justice, la solidarité et l’égalité entre les femmes et les hommes ». L’article 3 précise que l’Union européenne « promeut la cohésion économique, sociale et territoriale, et la solidarité entre les États membres. » Et l’article 9 du TFUE dispose que : « Dans la définition et la mise en œuvre de ses politiques et actions, l’Union prend en compte les exigences liées à la promotion d’un niveau d’emploi élevé, à la garantie d’une protection sociale adéquate, à la lutte contre l’exclusion sociale ainsi qu’à un niveau élevé d’éducation, de formation et de protection de la santé humaine ». Enfin, en ce qui concerne le FMI, rappelons qu’il est lié par les objectifs et principes généraux de la Charte des Nations unies en tant qu’agence spécialisée de l’ONU. Ces objectifs et principes généraux comprennent le respect des droits humains et des libertés fondamentales.

#### Dette illégitime
La Commission pour la vérité sur la dette publique grecque définit la dette illégitime comme la dette que le débiteur ne peut être contraint de rembourser du fait que le prêt, le titre financier, la garantie ou les termes et conditions attachés au prêt sont contraires au droit (aussi bien national qu’international) ou à l’intérêt général ; ou parce que ces termes et conditions sont manifestement injustes, abusifs ou inacceptables ; ou encore parce que les conditions attachées au prêt contiennent des mesures politiques qui violent les lois nationales ou les standards en matière de droits humains ; ou in fine car le prêt ou sa garantie ne sont pas utilisés au profit de la population ou parce que la dette est le produit d’une transformation de dette privée (ou commerciale) en une dette publique sous la pression des créanciers. C’est aussi un concept politique utilisé à plusieurs reprises par l'ONU et par des gouvernements pour désigner des dettes publiques qui ne profitent pas à l'intérêt général.
Lors de la réunion du conseil d'administration du FMI du 9 mai 2010, plusieurs directeurs exécutifs ont indiqué que le plan de « sauvetage » n’allait pas profiter à la Grèce, mais aux banques privées européennes. Le directeur exécutif brésilien a ainsi déclaré : « Les risques du programme sont énormes [...]. En l’état, le programme risque de remplacer un financement privé par un financement public. En d’autres mots, cela peut être vu non pas comme une opération de sauvetage de la Grèce, qui aurait à subir un violent ajustement, mais comme un plan de sauvetage de détenteurs de la dette privée de la Grèce, principalement des institutions financières européennes ».
Sur les 240 milliards d'euros correspondant aux deux premiers plans de « sauvetage » en Grèce, un peu moins de la moitié a servi au remboursement de la dette, tandis que 20 % de cette somme ont été alloués aux sauvetages des banques grecques. Le quart restant a principalement été utilisé pour couvrir les coûts de restructuration de 2012 et pour financer les déficits budgétaires.